# Маклейн, Алек
Александр Роберт Маклейн (англ. Alexander Robert McLean; род. 18 октября 1950, Веллингтон) — новозеландский гребец, выступавший за сборную Новой Зеландии по академической гребле в середине 1970-х годов. Бронзовый призёр летних Олимпийских игр в Монреале, обладатель двух бронзовых медалей чемпионатов мира, победитель и призёр многих регат национального значения. Также известен как госслужащий.

## Биография
Алек Маклейн родился 18 октября 1950 года в Веллингтоне, Новая Зеландия.
Впервые заявил о себе в академической гребле в 1972 году, выиграв национальное первенство Новой Зеландии в зачёте распашных рулевых четвёрок.
Первого серьёзного успеха на взрослом международном уровне добился в сезоне 1974 года, когда вошёл в основной состав новозеландской национальной сборной и побывал на чемпионате мира в Люцерне, откуда привёз награду бронзового достоинства, выигранную в восьмёрках.
В 1975 году на мировом первенстве в Ноттингеме вновь стал бронзовым призёром в восьмёрках.
Благодаря череде удачных выступлений удостоился права защищать честь страны на летних Олимпийских играх 1976 года в Монреале. В программе распашных рулевых восьмёрок финишировал в главном финале третьим позади команд из Восточной Германии и Великобритании — тем самым завоевал бронзовую олимпийскую медаль.
Впоследствии проявил себя на государственной службе, в течение многих лет был секретарём министров и премьер-министров новозеландского правительства, в 2009—2012 годах занимал должность заместителя представителя Генерал-губернатора Новой Зеландии. 
В 2010 году за долгую плодотворную работу на государственной службе был награждён Почётным орденом королевы.